# 房谋杜断
房谋杜断，这个典故出自唐朝。相传李世民有两个门客，一个叫作房玄龄，一个叫作杜如晦。两人均非等闲之辈，房玄龄善于谋划，而杜如晦则善于判断、拍板拿主意，两上均深得李世民信任。房、杜两人也是玄武门之变的主要策划人，后来两人在李世民称帝后分别出任左、右僕射，是开创“贞观之治”的重要功臣。